# Hypodaphnis zenkeri
Hypodaphnis zenkeri là loài thực vật có hoa trong họ Nguyệt quế. Loài này được Adolf Engler miêu tả khoa học đầu tiên năm 1899 dưới danh pháp Ocotea zenkeri. Năm 1909 Otto Stapf mô tả chi Hypodaphnis và chuyển nó sang chi này. Hiện tại, nó là loài duy nhất của chi này.

## Phân bố
Loài bản địa Gabon.